# TITÁN C
El ‘Titan C Trop’ fue el último modelo del proyecto "Titan Acorazado" del ejército nacional Colombiano, es un vehículo de transporte blindado de personal (TBP), aunque cuenta con varias características de un  MRAP como son un piso blindado en V y una alta distancia desde el suelo. Vino en versiones tanto 4X2 como 4X4 y contó con capacidad de carga de 3500kg y espacio para llevar 23 tripulantes, dándoles una protección contra explosivos y disparos de hasta 7.62X51mm de nivel 3 NIJ y vidrios de un nivel B6 EN.
Fue desarrollado en Colombia por la unión de IDS y Greit como ganadores de un proceso de licitación público entre 11 empresas participantes, el proyecto Titan Acorazado inicio con el diseño original que fue entregado por la empresa Blindex al ejército en 2012, conocido como Titán A, desde entonces se le han incluido varias mejoras en su evaluación de la versión A y B, siendo la última las más significativas dadas por la unión IDS/Greit donde se mejoró sustancialmente el diseño optando por mejoras en la protección contra explosivos, además de múltiples otras mejoras. Se construyeron 5 vehículos en versiones 4x2 o 4x4 de los cuales se han construido 2 y 3 respectivamente, contando con una distancia desde el suelo de entre 1m a 1.2m para mejor resistencia a explosivos desde el suelo.
Actualmente se han construido 5 unidades, adquiridas en 2021 (por 1 000 000 USD o 4 300 000 000 COP, 200 000 USD costo unitario) y puesta en servicio entre finales de 2022 e inicios de 2023, y al menos 2 se han visto activos en la tercera división en Nariño. Adicionalmente hay entre 4 y 8 Titán versión A y B construidos previamente, el Titan B en particular ha sido atacado hasta 72 veces en Arauca.

## Descripción

### Diseño
El Titan C se diseño a partir del camión civil marca Chevrolet FVR Largo, en su versión civil es capaz de cargar 11 toneladas y un peso máximo bruto de 17 toneladas. El peso máximo bruto se ha respetado en el diseño del vehículo militar, pero con el rediseño el vehículo ahora es capaz de cargar hasta 3500kg, suficiente para sus 23 tripulantes equipados y alrededor de una tonelada de carga para algo extra como puede ser en un futuro la ametralladora 7.62X51mm que se tiene planeada.
Al chasis civil del FVR largo se ha modificado y reforzado para ser más durable, se le redujo su distancia entre ejes hasta 4.25m lo que mejora ampliamente su radio de giro respecto al vehículo civil, también se le cambiaron las llantas por llantas RunFlat de referencia 315/80 R22.5  y lo más importante se les ha modificado con un kit para ser 4X4, todas estas mejoras incrementan la capacidad del vehículo para moverse por terrenos difíciles pudiendo llegar no solo a los caminos que normalmente se mueve un camión de estacas convencional si no algo más, incluyendo una modesta capacidad offroad gracias al 4X4.
El motor de tecnología ISUZU 6HK1 - TCS es capaz de proporcional 280hp y 90kgf-m, dándole al vehículo de 17 toneladas un radio de potencia peso de 16.5hp/ton, superior a la de vehículos usados por el ejército como los Urutu pero inferior a la de otros como los M1117 Guardian, por lo que su movilidad offroad se podría encontrar en un punto medio de estos.
El vehículo cuenta con una suspensión tradicional de un camión de ballestas y aunque su transmisión es manual tiene la ventaja de tener 9 cambios y una reversa, conveniente ante terrenos difíciles pero dependiente de la habilidad del conductor, además carece de un sistema antiincendios centralizado y su vadeo esta limitado a 0.5m en gran medida por el exosto cuya ubicación sigue en la parte baja del vehículo protegido únicamente por una malla.
Durante una operación en el cañon del Mikay, pobladores de El Plateado destruyeron el vehículo bajo las órdenes de las disidencias de las FARC.

### Blindaje
Ofrece en todo su casco principal protección balística certificada NIJ nivel 3, consistiendo en todos sus lados de al menos 3 capas: 
1. 6.5mm acero Brinell 500 Ramor
2. Espacio relleno de Poliuretano 15cm±5cm
3. 1/8" acero HR (Dureza Brinell ±130)

Y en los vidrios presentan protección superior a la norma NIJ nivel 3 (21mm), alcanzando la norma CEN 1063 B6, la cual es 2 veces superior consistiendo de 41mm de cristal. 
Esto le garantiza protección contra disparos de armas pequeñas y de munición de calibre 5,56 × 45 mm, 7,62 × 39 mm y 7,62 × 51 mm (únicamente balas FMJ como tipo 5.56 M193 pero no antiblindaje como M885 ni M885a1 y para 7.62x51mm M80 FMJ) a distancias donde conserven velocidades inferiores a 2700fps o 822m/s (al menos 50m para 7.62x51mm),  Además de esta protección del casco principal, cuenta en la parte inferior cuenta con una segunda capa de protección con forma en V la cual le garantiza más disipación y supervivencia contra explosivos. Aunque debió ser probado contra explosivos de 25kg a 4m (equivalente a 2.25kg a 1m) se desconoce el resultado de dicha prueba, con esto garantizaría protección contra explosiones de minas antipersonal y artefactos explosivos improvisados.

### Configuración
Tiene cámaras diurnas y nocturnas múltiples para visión 360° y de marcha trasera, para mejor consciencia de situación, 3 puertas en los lados, y 2 trampillas en el techo y un sistema de grúa con cabrestante de hasta 10 ton. Sus ruedas son del tipo 315/80 R22.5 "run-flat". Puede transportar, dependiendo de la configuración táctica,  hasta 23  personas, siendo 21 personas en el habitáculo con sus respectivos equipos.
Cuenta con sistema CCTV y red eléctrica de alta potencia 2200W para alimentación de sus equipos más las baterías de carga rápida de un dron.

### Armamento
El techo del vehículo presenta un cúpula que se diseño con 2 versiones, común o artillada, la artillada puede equiparse con una torreta armada con una ametralladora de 7.62X51mm como la M60 que posee el ejército. La cúpula común (que hasta donde se sabe son los 5 modelos construidos hasta el día de hoy) presenta en su lugar 4 ventanillas con sus respectivas troneras o saeteras desde donde la tripulación puede disparar.
En su configuración con cúpula común dispone de un total de 11 saeteras, 4 en la cúpula + 6 en los laterales + 1 en la puerta trasera, dándole una alta capacidad de autodefensa a sus tripulantes.
Otro factor importante es la capacidad de transporte de un dron en el techo, y capacidad eléctrica para cargarlo rápidamente, dependiendo el dron puede aumentar ampliamente su capacidad de observación en combate, o llevar un dron con capacidad de carga de granadas u otra munición.

## Historia Operacional
Los predecesores del Titan C como proyecto Titan Acorazado, los Titan A y B, han estado activos en el sector de Arauca donde en más de 72 ocasiones han sido atacados por fuego de fusil y granadas ante grupos guerrilleros y BACRIM resistiendo sin ningún afección significativa y protegiendo a la tropa.
En agosto de 2023 con menos de un año de servicio un Titan C fue víctima de un atentado con un artefacto explosivo improvisado (IED) de un estimado de equivalente a TNT de al menos 30kg, la tripulación salió completamente ilesa del ataque pero el vehículo perdió una llanta con la explosión lo que le hizo perder el control y chocar contra un montículo de tierra y volcarse. En videos posteriores se observa que la tropa esta ilesa y la mayor parte del vehículo no tiene daños significativos pese a la dimensión del ataque, sin embargo, la zona exacta de la explosión al estar bajo tierra no se puede apreciar y a día de hoy se desconoce el daño total recibido por el vehículo, sin embargo, se ha informado que está en proceso a ser recuperado. Junto a este se vieron 2 Titan operando en Nariño en el teatro de operaciones de Tumaco, se informo en medio de combates contra disidencias de las FARC.

## Desarrollos Relacionados
- Hunter TR-12
- Hunter XL
- Blindex EJC Titán B
- Blindados del ejército de Colombia

## Vehículos similares
- Buffalo
- International MaxxPro
- Casspir
- Wer'wolf MKII
- Kamaz Typhoon
- Ural Typhoon